# Ronald García
Ronald García (ur. 17 grudnia 1980 w Santa Cruz) – boliwijski piłkarz występujący na pozycji pomocnika. Obecnie występuje w greckim klubie Aris FC. Wcześniej grał w klubach: Club Bolívar, F.C. Alverca oraz Oriente Petrolero.